# حارة لطفي (كريتر)

تعديل مصدري - تعديل

حارة لطفي هي إحدى حارات حي الصمود الواقع بمديرية كريتر التابعة لمحافظة عدن، بلغ تعداد سكانها 790 نسمة حسب تعداد اليمن لعام 2004.